# Mike Pinner
Michael John Pinner (Boston, 16 febbraio 1934 – 2 maggio 2023) è stato un calciatore inglese, di ruolo portiere.

## Carriera

### Club
Pinner era un avvocato, e per tutta la sua carriera continuò a lavorare come tale firmando solo contratti di tipo amatoriale con dei semplici rimborsi spese (che all'epoca erano consentiti anche per chi prendeva parte a campionati professionistici), pur giocando spesso in campionati professionistici, compresa la prima divisione inglese: all'epoca in cui aveva iniziato a giocare, lo stipendio massimo legalmente consentito nel Regno Unito era infatti di 12 sterline a settimana, di fatto inferiore a quello che Pinner arrivava a guadagnare con la professione forense, firmando per gran parte della carriera dei veri e propri contratti a gettone per club che per via di infortuni o squalifiche erano momentaneamente a corto di portieri da schierare, alternando tali parentesi a militanze più o meno lunghe in club dilettantistici. Fu a tutti gli effetti l'ultimo calciatore non professionista a giocare nella prima divisione inglese. In particolare, tra il 1954 ed il 1957 gioca 4 partite in prima divisione (una nella stagione 1954-1955, una nella stagione 1955-1956 e 2 nella stagione 1956-1957) con la maglia dell'Aston Villa, mentre negli anni seguenti viene tesserato da club anche di primo piano come Arsenal e Manchester Utd (con cui gioca 4 partite in prima divisione) o comunque di prima divisione (una presenza nel Chelsea ed una stagione allo Sheffield Weds, con cui partecipa con 2 presenze anche alla vittoria della Second Division 1958-1959). Tra i vari club in cui milita ci sono poi anche il QPR e lo Swansea City (in terza divisione) ed il Leyton Orient, l'unico club in carriera in cui gioca con una certa regolarità, restandovi per 3 stagioni ed un totale di 77 presenze in partite di campionato. A fine carriera gioca poi anche per una stagione nella prima divisione nordirlandese con il Lisburn Distillery.

### Nazionale
Venne convocato nella nazionale britannica ai Giochi Olimpici del 1956 ed ai Giochi Olimpici del 1960, per un totale di 3 presenze fra le due edizioni dei Giochi.

## Palmarès

### Club

#### Competizioni nazionali
- Campionato inglese di seconda divisione: 1

Sheffield Wednesday: 1958-1959